# Draft NFL 2016
Il Draft NFL 2016 è stata l'81ª edizione delle selezioni dei migliori giocatori provenienti dal college da parte delle franchigie della National Football League (NFL). Come nel 2015, il draft ha avuto luogo all'Auditorium Theatre di Chicago, Illinois. Il 15 aprile 2015, il commissioner Roger Goodell annunciò che l'evento sarebbe iniziato giovedì 28 aprile e si sarebbe concluso sabato 30 aprile. I Tennessee Titans, classificatisi peggior squadra nella stagione NFL 2015, hanno ottenuto la prima scelta assoluta, cedendola poi ai Los Angeles Rams.

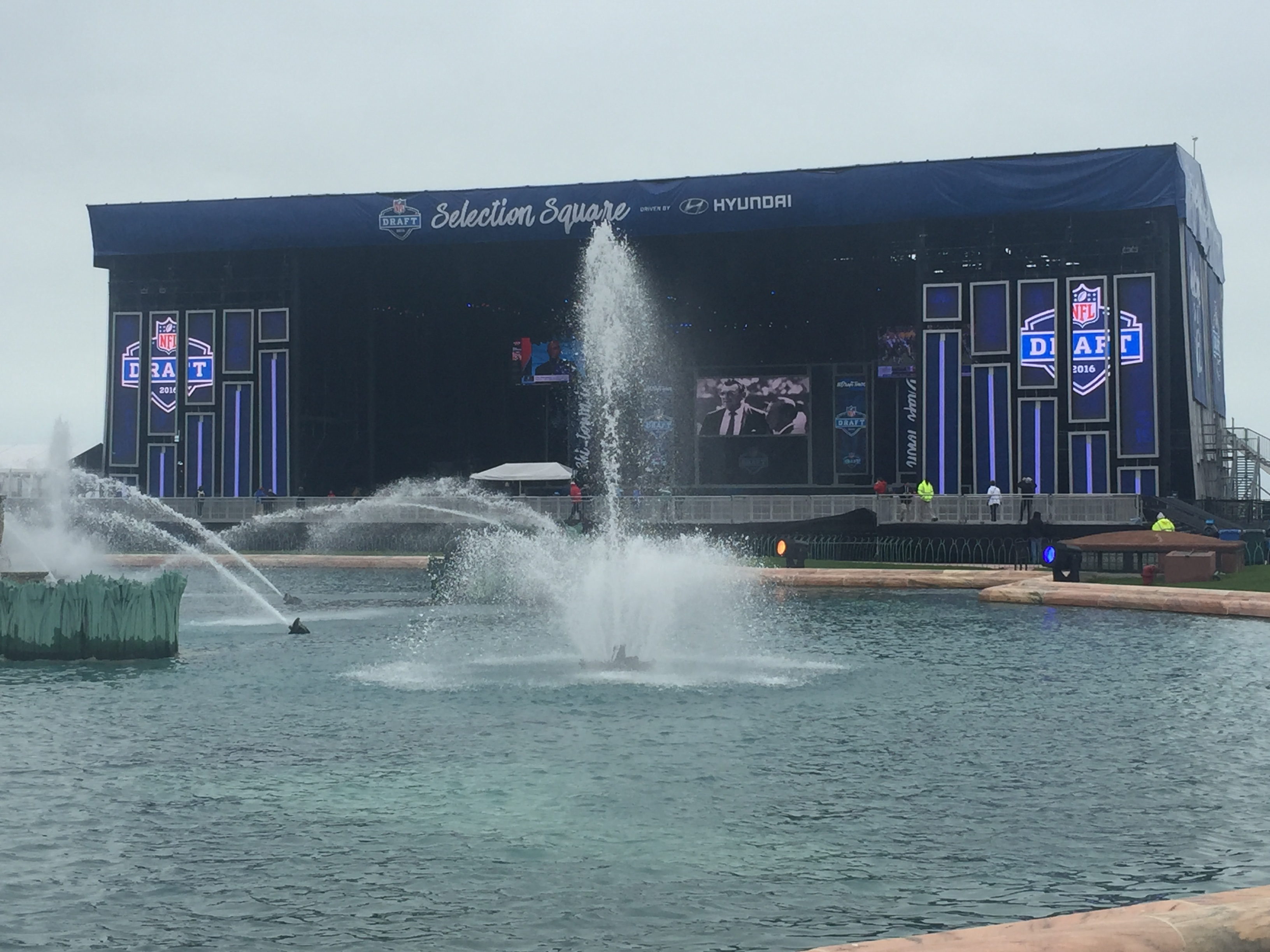
La "Selection Square" a Grant Park

## Scelte
| C  | Centro            |    | CB               | Cornerback |                  | DB | Defensive back    |  | DE | Defensive end |
| DL | Defensive lineman | DT | Defensive tackle | FB         | Fullback         | FS | Free safety       |  |    |               |
| G  | Guardia           | HB | Halfback         | K          | Placekicker      | KR | Kick returner     |  |    |               |
| LB | Linebacker        | LS | Long snapper     | OT         | Offensive tackle | OL | Offensive lineman |  |    |               |
| NT | Nose tackle       | P  | Punter           | PR         | Punt returner    | QB | Quarterback       |  |    |               |
| RB | Running back      | S  | Safety           | SS         | Strong safety    | TB | Tailback          |  |    |               |
| TE | Tight end         | WR | Wide receiver    |            |                  |    |                   |  |    |               |

Note
Ai New England Patriots è stata revocata la scelta del primo giro del Draft 2016 a seguito della scandalo noto come Deflategate.

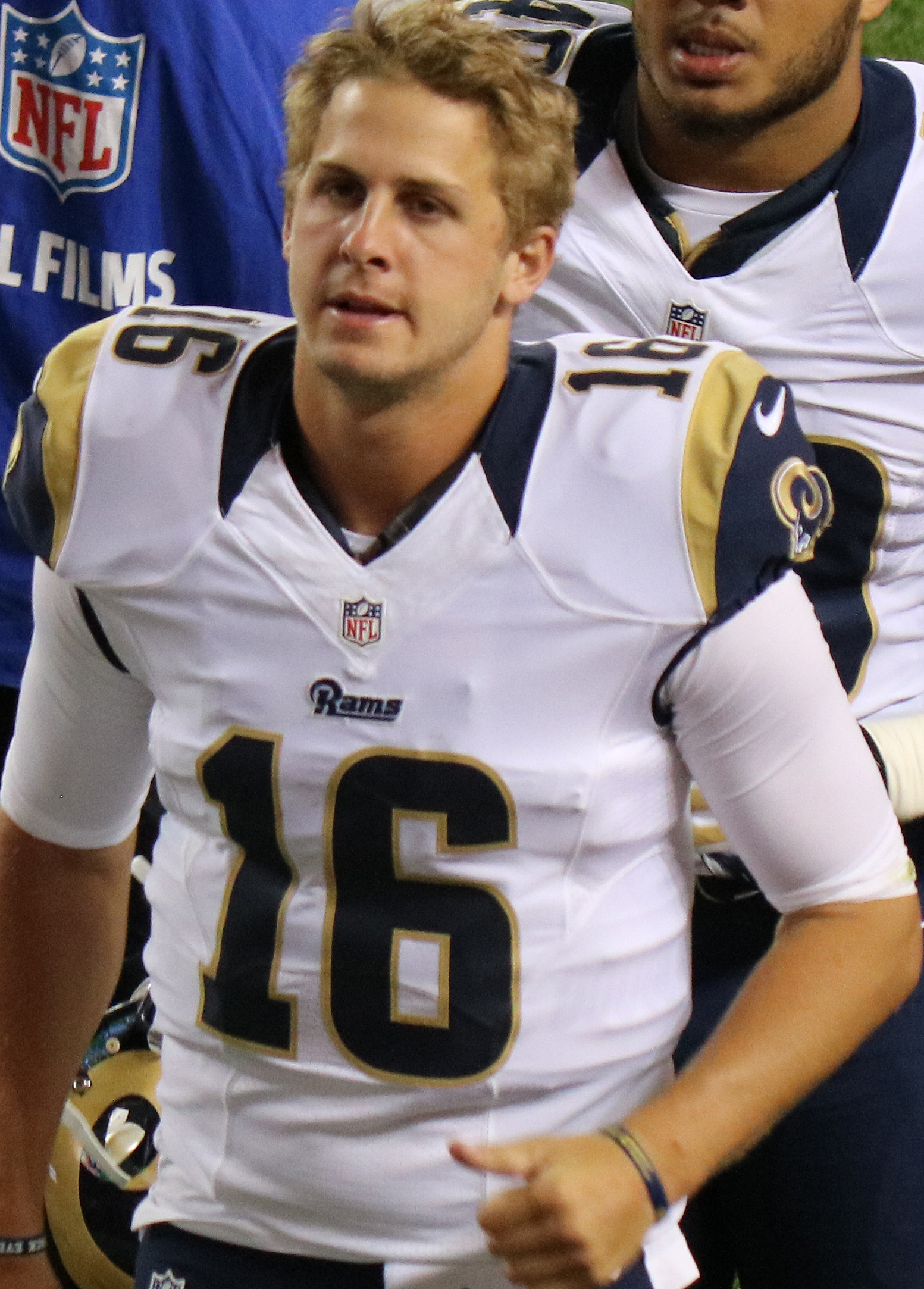
La prima scelta assoluta Jared Goff

|  | = Pro Bowler |

|  | Giro | Scelta | Squadra              | Giocatore              | Ruolo | College                | Conference                          |
|  | ---- | ------ | -------------------- | ---------------------- | ----- | ---------------------- | ----------------------------------- |
|  | 1    | 1      | Los Angeles Rams     | Jared Goff             | QB    | California             | Pac-12                              |
|  | 1    | 2      | Philadelphia Eagles  | Carson Wentz           | QB    | North Dakota State     | MVFC                                |
|  | 1    | 3      | San Diego Chargers   | Joey Bosa              | DE    | Ohio State             | Big Ten                             |
|  | 1    | 4      | Dallas Cowboys       | Ezekiel Elliott        | RB    | Ohio State             | Big Ten                             |
|  | 1    | 5      | Jacksonville Jaguars | Jalen Ramsey           | CB    | Florida State          | ACC                                 |
|  | 1    | 6      | Baltimore Ravens     | Ronnie Stanley         | OT    | Notre Dame             | Indipendente                        |
|  | 1    | 7      | San Francisco 49ers  | DeForest Buckner       | DE    | Oregon                 | Pac-12                              |
|  | 1    | 8      | Tennessee Titans     | Jack Conklin           | OT    | Michigan State         | Big Ten                             |
|  | 1    | 9      | Chicago Bears        | Leonard Floyd          | LB    | Georgia                | SEC                                 |
|  | 1    | 10     | New York Giants      | Eli Apple              | CB    | Ohio State             | Big Ten                             |
|  | 1    | 11     | Tampa Bay Buccaneers | Vernon Hargreaves      | CB    | Florida                | SEC                                 |
|  | 1    | 12     | New Orleans Saints   | Sheldon Rankins        | DE    | Louisville             | ACC                                 |
|  | 1    | 13     | Miami Dolphins       | Laremy Tunsil          | OT    | Ole Miss               | SEC                                 |
|  | 1    | 14     | Oakland Raiders      | Karl Joseph            | S     | West Virginia          | Big 12                              |
|  | 1    | 15     | Cleveland Browns     | Corey Coleman          | WR    | Baylor                 | Big 12                              |
|  | 1    | 16     | Detroit Lions        | Taylor Decker          | OT    | Ohio State             | Big Ten                             |
|  | 1    | 17     | Atlanta Falcons      | Keanu Neal             | S     | Florida                | SEC                                 |
|  | 1    | 18     | Indianapolis Colts   | Ryan Kelly             | C     | Alabama                | SEC                                 |
|  | 1    | 19     | Buffalo Bills        | Shaq Lawson            | DE    | Clemson                | ACC                                 |
|  | 1    | 20     | New York Jets        | Darron Lee             | LB    | Ohio State             | Big Ten                             |
|  | 1    | 21     | Houston Texans       | Will Fuller            | WR    | Notre Dame             | Indipendente                        |
|  | 1    | 22     | Washington Redskins  | Josh Doctson           | WR    | Texas Christian        | Big 12                              |
|  | 1    | 23     | Minnesota Vikings    | Laquon Treadwell       | WR    | Ole Miss               | SEC                                 |
|  | 1    | 24     | Cincinnati Bengals   | William Jackson III    | CB    | Houston                | AAC                                 |
|  | 1    | 25     | Pittsburgh Steelers  | Artie Burns            | CB    | Miami                  | ACC                                 |
|  | 1    | 26     | Denver Broncos       | Paxton Lynch           | QB    | Memphis                | AAC                                 |
|  | 1    | 27     | Green Bay Packers    | Kenny Clark            | DT    | UCLA                   | Pac-12                              |
|  | 1    | 28     | San Francisco 49ers  | Joshua Garnett         | G     | Stanford               | Pac-12                              |
|  | 1    | 29     | Arizona Cardinals    | Robert Nkemdiche       | DT    | Ole Miss               | SEC                                 |
|  | 1    | 30     | Carolina Panthers    | Vernon Butler          | DT    | Louisiana Tech         | Conference USA                      |
|  | 1    | 31     | Seattle Seahawks     | Germain Ifedi          | OT    | Texas A&M              | SEC                                 |
|  | 2    | 32     | Cleveland Browns     | Emmanuel Ogbah         | DE    | Oklahoma State         | Big 12                              |
|  | 2    | 33     | Tennessee Titans     | Kevin Dodd             | DE    | Clemson                | ACC                                 |
|  | 2    | 34     | Dallas Cowboys       | Jaylon Smith           | LB    | Notre Dame             | Indipendente                        |
|  | 2    | 35     | San Diego Chargers   | Hunter Henry           | TE    | Arkansas               | SEC                                 |
|  | 2    | 36     | Jacksonville Jaguars | Myles Jack             | LB    | UCLA                   | Pac-12                              |
|  | 2    | 37     | Kansas City Chiefs   | Chris Jones            | DT    | Mississippi State      | SEC                                 |
|  | 2    | 38     | Miami Dolphins       | Xavien Howard          | CB    | Baylor                 | Big 12                              |
|  | 2    | 39     | Tampa Bay Buccaneers | Noah Spence            | DE    | Eastern Kentucky       | Ohio Valley Conference              |
|  | 2    | 40     | New York Giants      | Sterling Shepard       | WR    | Oklahoma               | Big 12                              |
|  | 2    | 41     | Buffalo Bills        | Reggie Ragland         | LB    | Alabama                | SEC                                 |
|  | 2    | 42     | Baltimore Ravens     | Kamalei Correa         | LB    | Boise State            | Mountain West Conference            |
|  | 2    | 43     | Tennessee Titans     | Austin Johnson         | DT    | Penn State             | Big Ten                             |
|  | 2    | 44     | Oakland Raiders      | Jihad Ward             | DE    | Illinois               | Big Ten                             |
|  | 2    | 45     | Tennessee Titans     | Derrick Henry          | RB    | Alabama                | SEC                                 |
|  | 2    | 46     | Detroit Lions        | A'Shawn Robinson       | DT    | Alabama                | SEC                                 |
|  | 2    | 47     | New Orleans Saints   | Michael Thomas         | WR    | Ohio State             | Big Ten                             |
|  | 2    | 48     | Green Bay Packers    | Jason Spriggs          | OT    | Indiana                | Big Ten                             |
|  | 2    | 49     | Seattle Seahawks     | Jarran Reed            | DT    | Alabama                | SEC                                 |
|  | 2    | 50     | Houston Texans       | Nick Martin            | C     | Notre Dame             | Indipendente                        |
|  | 2    | 51     | New York Jets        | Christian Hackenberg   | QB    | Penn State             | Big Ten                             |
|  | 2    | 52     | Atlanta Falcons      | Deion Jones            | LB    | LSU                    | SEC                                 |
|  | 2    | 53     | Washington Redskins  | Su'a Cravens           | LB    | USC                    | Pac-12                              |
|  | 2    | 54     | Minnesota Vikings    | Mackensie Alexander    | CB    | Clemson                | ACC                                 |
|  | 2    | 55     | Cincinnati Bengals   | Tyler Boyd             | WR    | Pittsburgh             | ACC                                 |
|  | 2    | 56     | Chicago Bears        | Cody Whitehair         | G     | Kansas State           | Big 12                              |
|  | 2    | 57     | Indianapolis Colts   | T.J. Green             | CB    | Clemson                | ACC                                 |
|  | 2    | 58     | Pittsburgh Steelers  | Sean Davis             | DB    | Maryland               | ACC                                 |
|  | 2    | 59     | Tampa Bay Buccaneers | Roberto Aguayo         | K     | Florida State          | ACC                                 |
|  | 2    | 60     | New England Patriots | Cyrus Jones            | CB    | Alabama                | SEC                                 |
|  | 2    | 61     | New Orleans Saints   | Vonn Bell              | S     | Ohio State             | Big Ten                             |
|  | 2    | 62     | Carolina Panthers    | James Bradberry        | CB    | Samford                | Ohio Valley Conference              |
|  | 2    | 63     | Denver Broncos       | Adam Gotsis            | DT    | Georgia Tech           | ACC                                 |
|  | 3    | 64     | Tennessee Titans     | Kevin Byard            | S     | Middle Tennessee       | Conference USA                      |
|  | 3    | 65     | Cleveland Browns     | Carl Nassib            | DE    | Penn State             | Big Ten                             |
|  | 3    | 66     | San Diego Chargers   | Max Tuerk              | C     | USC                    | Pac-12                              |
|  | 3    | 67     | Dallas Cowboys       | Maliek Collins         | DT    | Nebraska               | Big Ten                             |
|  | 3    | 68     | San Francisco 49ers  | Will Redmond           | CB    | Mississippi State      | SEC                                 |
|  | 3    | 69     | Jacksonville Jaguars | Yannick Ngakoue        | DE    | Maryland               | ACC                                 |
|  | 3    | 70     | Baltimore Ravens     | Bronson Kaufusi        | DE    | BYU                    | Indipendente                        |
|  | 3    | 71     | New York Giants      | Darian Thompson        | S     | Boise State            | Mountain West Conference            |
|  | 3    | 72     | Chicago Bears        | Jonathan Bullard       | DT    | Florida                | SEC                                 |
|  | 3    | 73     | Miami Dolphins       | Kenyan Drake           | RB    | Alabama                | SEC                                 |
|  | 3    | 74     | Kansas City Chiefs   | KeiVarae Russell       | CB    | Notre Dame             | Indipendente                        |
|  | 3    | 75     | Oakland Raiders      | Shilique Calhoun       | DE    | Michigan State         | Big Ten                             |
|  | 3    | 76     | Cleveland Browns     | Shon Coleman           | OT    | Auburn                 | SEC                                 |
|  | 3    | 77     | Carolina Panthers    | Daryl Worley           | CB    | West Virginia          | Big 12                              |
|  | 3    | 78     | New England Patriots | Joe Thuney             | G     | North Carolina State   | ACC                                 |
|  | 3    | 79     | Philadelphia Eagles  | Isaac Seumalo          | G     | Oregon State           | Pac-12                              |
|  | 3    | 80     | Buffalo Bills        | Adolphus Washington    | DT    | Ohio State             | Big Ten                             |
|  | 3    | 81     | Atlanta Falcons      | Austin Hooper          | TE    | Stanford               | Pac-12                              |
|  | 3    | 82     | Indianapolis Colts   | Le'Raven Clark         | OT    | Texas Tech             | Big 12                              |
|  | 3    | 83     | New York Jets        | Jordan Jenkins         | LB    | Georgia                | SEC                                 |
|  | 3    | 84     | Washington Redskins  | Kendall Fuller         | CB    | Virginia Tech          | ACC                                 |
|  | 3    | 85     | Houston Texans       | Braxton Miller         | WR    | Ohio State             | Big Ten                             |
|  | 3    | 86     | Miami Dolphins       | Leonte Carroo          | WR    | Rutgers                | AAC                                 |
|  | 3    | 87     | Cincinnati Bengals   | Nick Vigil             | LB    | Utah State             | Mountain West Conference            |
|  | 3    | 88     | Green Bay Packers    | Kyler Fackrell         | LB    | Utah State             | Mountain West Conference            |
|  | 3    | 89     | Pittsburgh Steelers  | Javon Hargrave         | DT    | South Carolina State   | Mid-Eastern Athletic Conference     |
|  | 3    | 90     | Seattle Seahawks     | C.J. Prosise           | RB    | Notre Dame             | Indipendente                        |
|  | 3    | 91     | New England Patriots | Jacoby Brissett        | QB    | North Carolina State   | ACC                                 |
|  | 3    | 92     | Arizona Cardinals    | Brandon Williams       | CB    | Texas A&M              | SEC                                 |
|  | 3    | 93     | Cleveland Browns     | Cody Kessler           | QB    | USC                    | Pac-12                              |
|  | 3    | 94     | Seattle Seahawks     | Nick Vannett           | TE    | Ohio State             | Big Ten                             |
|  | 3    | 95     | Detroit Lions        | Graham Glasgow         | C     | Michigan               | Big Ten                             |
|  | 3    | 96     | New England Patriots | Vincent Valentine      | DT    | Nebraska               | Big Ten                             |
|  | 3    | 97     | Seattle Seahawks     | Rees Odhiambo          | OT    | Boise State            | Mountain West Conference            |
|  | 3    | 98     | Denver Broncos       | Justin Simmons         | S     | Boston College         | ACC                                 |
|  | 4    | 99     | Cleveland Browns     | Joe Schobert           | LB    | Wisconsin              | Big Ten                             |
|  | 4    | 100    | Oakland Raiders      | Connor Cook            | QB    | Michigan State         | Big Ten                             |
|  | 4    | 101    | Dallas Cowboys       | Charles Tapper         | DE    | Oklahoma               | Big 12                              |
|  | 4    | 102    | San Diego Chargers   | Joshua Perry           | LB    | Ohio State             | Big Ten                             |
|  | 4    | 103    | Jacksonville Jaguars | Sheldon Day            | DT    | Notre Dame             | Indipendente                        |
|  | 4    | 104    | Baltimore Ravens     | Tavon Young            | CB    | Temple                 | AAC                                 |
|  | 4    | 105    | Kansas City Chiefs   | Parker Ehinger         | G     | Cincinnati             | AAC                                 |
|  | 4    | 106    | Kansas City Chiefs   | Eric Murray            | CB    | Minnesota              | Big Ten                             |
|  | 4    | 107    | Baltimore Ravens     | Chris Moore            | WR    | Cincinnati             | AAC                                 |
|  | 4    | 108    | Tampa Bay Buccaneers | Ryan Smith             | CB    | North Carolina Central | Mid-Eastern Athletic Conference     |
|  | 4    | 109    | New York Giants      | B.J. Goodson           | LB    | Clemson                | ACC                                 |
|  | 4    | 110    | Los Angeles Rams     | Tyler Higbee           | TE    | Western Kentucky       | Conference USA                      |
|  | 4    | 111    | Detroit Lions        | Miles Killebrew        | S     | Southern Utah          | Big Sky Conference                  |
|  | 4    | 112    | New England Patriots | Malcolm Mitchell       | WR    | Georgia                | SEC                                 |
|  | 4    | 113    | Chicago Bears        | Nick Kwiatkoski        | LB    | West Virginia          | Big 12                              |
|  | 4    | 114    | Cleveland Browns     | Ricardo Louis          | WR    | Auburn                 | SEC                                 |
|  | 4    | 115    | Atlanta Falcons      | De'Vondre Campbell     | LB    | Minnesota              | Big Ten                             |
|  | 4    | 116    | Indianapolis Colts   | Hassan Ridgeway        | DT    | Texas                  | Big 12                              |
|  | 4    | 117    | Los Angeles Rams     | Pharoh Cooper          | WR    | South Carolina         | SEC                                 |
|  | 4    | 118    | New York Jets        | Juston Burris          | CB    | North Carolina State   | ACC                                 |
|  | 4    | 119    | Houston Texans       | Tyler Ervin            | RB    | San José State         | Mountain West Conference            |
|  | 4    | 120    | New Orleans Saints   | David Onyemata         | DE    | Manitoba               |                                     |
|  | 4    | 121    | Minnesota Vikings    | Willie Beavers         | OT    | Western Michigan       | Mid-American Conference             |
|  | 4    | 122    | Cincinnati Bengals   | Andrew Billings        | DT    | Baylor                 | Big 12                              |
|  | 4    | 123    | Pittsburgh Steelers  | Jerald Hawkins         | OT    | LSU                    | SEC                                 |
|  | 4    | 124    | Chicago Bears        | Deon Bush              | S     | Miami                  | ACC                                 |
|  | 4    | 125    | Indianapolis Colts   | Antonio Morrison       | LB    | Florida                | SEC                                 |
|  | 4    | 126    | Kansas City Chiefs   | Demarcus Robinson      | WR    | Florida                | SEC                                 |
|  | 4    | 127    | Chicago Bears        | Deiondre' Hall         | S     | Northern Iowa          | MVFC                                |
|  | 4    | 128    | Arizona Cardinals    | Evan Boehm             | C     | Missouri               | Big 12                              |
|  | 4    | 129    | Cleveland Browns     | Derrick Kindred        | S     | Texas Christian        | Big 12                              |
|  | 4    | 130    | Baltimore Ravens     | Alex Lewis             | OT    | Nebraska               | Big Ten                             |
|  | 4    | 131    | Green Bay Packers    | Blake Martinez         | LB    | Stanford               | Pac-12                              |
|  | 4    | 132    | Baltimore Ravens     | Willie Henry           | DT    | Michigan               | Big Ten                             |
|  | 4    | 133    | San Francisco 49ers  | Rashard Robinson       | CB    | LSU                    | SEC                                 |
|  | 4    | 134    | Baltimore Ravens     | Kenneth Dixon          | RB    | Louisiana Tech         | Conference USA                      |
|  | 4    | 135    | Dallas Cowboys       | Dak Prescott           | QB    | Mississippi State      | SEC                                 |
|  | 4    | 136    | Denver Broncos       | Devontae Booker        | RB    | Utah                   | Pac-12                              |
|  | 4    | 137    | Green Bay Packers    | Dean Lowry             | DE    | Northwestern           | Big Ten                             |
|  | 4    | 138    | Cleveland Browns     | Seth Devalve           | TE    | Princeton              | Ivy League                          |
|  | 4    | 139    | Buffalo Bills        | Cardale Jones          | QB    | Ohio State             | Big Ten                             |
|  | 5    | 140    | Tennessee Titans     | Tajae Sharpe           | WR    | Massachusetts          | Mid-American Conference             |
|  | 5    | 141    | Carolina Panthers    | Zack Sanchez           | CB    | Oklahoma               | Big 12                              |
|  | 5    | 142    | San Francisco 49ers  | Ronald Blair           | DE    | Appalachian State      | Sun Belt Conference                 |
|  | 5    | 143    | Oakland Raiders      | DeAndre Washington     | RB    | Texas Tech             | Big 12                              |
|  | 5    | 144    | Denver Broncos       | Connor McGovern        | OG    | Missouri               | Big 12                              |
|  | 5    | 145    | San Francisco 49ers  | John Theus             | OT    | Georgia                | SEC                                 |
|  | 5    | 146    | Baltimore Ravens     | Matt Judon             | DE    | Grand Valley State     | GLIAC                               |
|  | 5    | 147    | Seattle Seahawks     | Quinton Jefferson      | DT    | Maryland               | ACC                                 |
|  | 5    | 148    | Tampa Bay Buccaneers | Caleb Benenoch         | OT    | UCLA                   | Pac-12                              |
|  | 5    | 149    | New York Giants      | Paul Perkins           | RB    | UCLA                   | Pac-12                              |
|  | 5    | 150    | Chicago Bears        | Jordan Howard          | RB    | Indiana                | Big Ten                             |
|  | 5    | 151    | Detroit Lions        | Joe Dahl               | OG    | Washington State       | Pac-12                              |
|  | 5    | 152    | Washington Redskins  | Matthew Ioannidis      | DT    | Temple                 | AAC                                 |
|  | 5    | 153    | Philadelphia Eagles  | Wendell Smallwood      | RB    | West Virginia          | Big 12                              |
|  | 5    | 154    | Cleveland Browns     | Jordan Payton          | WR    | UCLA                   | Pac-12                              |
|  | 5    | 155    | Indianapolis Colts   | Joe Haeg               | OT    | North Dakota State     | Missouri Valley Football Conference |
|  | 5    | 156    | Buffalo Bills        | Jonathan Williams      | RB    | Arkansas               | SEC                                 |
|  | 5    | 157    | Tennessee Titans     | LeShaun Sims           | CB    | Southern Utah          | Big Sky Conference                  |
|  | 5    | 158    | New York Jets        | Brandon Shell          | OT    | South Carolina         | SEC                                 |
|  | 5    | 159    | Houston Texans       | K.J. Dillon            | S     | West Virginia          | Big 12                              |
|  | 5    | 160    | Minnesota Vikings    | Kentrell Brothers      | LB    | Missouri               | Big 12                              |
|  | 5    | 161    | Cincinnati Bengals   | Christian Westerman    | G     | Arizona State          | Pac-12                              |
|  | 5    | 162    | Kansas City Chiefs   | Kevin Hogan            | QB    | Stanford               | Pac-12                              |
|  | 5    | 163    | Green Bay Packers    | Trevor Davis           | WR    | California             | Pac-12                              |
|  | 5    | 164    | Philadelphia Eagles  | Halapoulivaati Vaitai  | OT    | Texas Christian        | Big 12                              |
|  | 5    | 165    | Kansas City Chiefs   | Tyreek Hill            | WR    | West Alabama           | Gulf South Conference               |
|  | 5    | 166    | Houston Texans       | D.J. Reader            | NT    | Clemson                | ACC                                 |
|  | 5    | 167    | Arizona Cardinals    | Marqui Christian       | S     | Midwestern State       | Lone Star Conference                |
|  | 5    | 168    | Cleveland Browns     | Spencer Drango         | G     | Baylor                 | Big 12                              |
|  | 5    | 169    | Detroit Lions        | Antwione Williams      | LB    | Georgia Southern       | Sun Belt Conference                 |
|  | 5    | 170    | Arizona Cardinals    | Cole Toner             | OT    | Harvard                | Ivy League                          |
|  | 5    | 171    | Seattle Seahawks     | Alex Collins           | RB    | Arkansas               | SEC                                 |
|  | 5    | 172    | Cleveland Browns     | Rashard Higgins        | WR    | Colorado State         | Mountain West Conference            |
|  | 5    | 173    | Cleveland Browns     | Trey Caldwell          | DB    | Louisiana-Monroe       | Sun Belt                            |
|  | 5    | 174    | San Francisco 49ers  | Fahn Cooper            | OT    | Ole Miss               | SEC                                 |
|  | 5    | 175    | San Diego Chargers   | Jatavis Brown          | LB    | Akron                  | Mid-American Conference             |
|  | 6    | 176    | Denver Broncos       | Andy Janovich          | FB    | Nebraska               | Big Ten                             |
|  | 6    | 177    | Los Angeles Rams     | Temarrick Hemingway    | TE    | South Carolina State   | Mid-Eastern Athletic Conference     |
|  | 6    | 178    | Kansas City Chiefs   | D.J. White             | CB    | Georgia Tech           | ACC                                 |
|  | 6    | 179    | San Diego Chargers   | Drew Kaser             | P     | Texas A&M              | SEC                                 |
|  | 6    | 180    | Minnesota Vikings    | Moritz Böhringer       | WR    |                        |                                     |
|  | 6    | 181    | Jacksonville Jaguars | Tyrone Holmes          | LB    | Montana                | Big Sky Conference                  |
|  | 6    | 182    | Baltimore Ravens     | Keenan Reynolds        | RB    | Navy                   | AAC                                 |
|  | 6    | 183    | Tampa Bay Buccaneers | Devante Bond           | LB    | Oklahoma               | Big 12                              |
|  | 6    | 184    | New York Giants      | Jerell Adams           | TE    | South Carolina         | SEC                                 |
|  | 6    | 185    | Chicago Bears        | DeAndre Houston-Carson | S     | William & Mary         | CAA                                 |
|  | 6    | 186    | Miami Dolphins       | Jakeem Grant           | WR    | Texas Tech             | Big 12                              |
|  | 6    | 187    | Washington Redskins  | Nate Sudfeld           | QB    | Indiana                | Big Ten                             |
|  | 6    | 188    | Minnesota Vikings    | David Morgan           | TE    | UTSA                   | Conference USA                      |
|  | 6    | 189    | Dallas Cowboys       | Anthony Brown          | CB    | Purdue                 | Big Ten                             |
|  | 6    | 190    | Los Angeles Rams     | Josh Forrest           | LB    | Kentucky               | SEC                                 |
|  | 6    | 191    | Detroit Lions        | Jake Rudock            | QB    | Michigan               | Big Ten                             |
|  | 6    | 192    | Buffalo Bills        | Kloby Listenbee        | WR    | Texas Christian        | Big 12                              |
|  | 6    | 193    | Tennessee Titans     | Sebastian Tretola      | G     | Arkansas               | SEC                                 |
|  | 6    | 194    | Oakland Raiders      | Cory James             | LB    | Colorado State         | Mountain West Conference            |
|  | 6    | 195    | Atlanta Falcons      | Wes Schweitzer         | G     | San José State         | Mountain West Conference            |
|  | 6    | 196    | Philadelphia Eagles  | Blake Countess         | CB    | Auburn                 | SEC                                 |
|  | 6    | 197    | Tampa Bay Buccaneers | Dan Vitale             | FB    | Northwestern           | Big Ten                             |
|  | 6    | 198    | San Diego Chargers   | Derek Watt             | FB    | Wisconsin              | Big Ten                             |
|  | 6    | 199    | Cincinnati Bengals   | Cody Core              | WR    | Ole Miss               | SEC                                 |
|  | 6    | 200    | Green Bay Packers    | Kyle Murphy            | OT    | Stanford               | Pac-12                              |
|  | 6    | 201    | Jacksonville Jaguars | Brandon Allen          | QB    | Arkansas               | QB                                  |
|  | 6    | 202    | Detroit Lions        | Anthony Zettel         | DT    | Penn State             | Big Ten                             |
|  | 6    | 203    | Kansas City Chiefs   | Dadi Nicolas           | DE    | Virginia Tech          | ACC                                 |
|  | 6    | 204    | Miami Dolphins       | Jordan Lucas           | S     | Penn State             | Big Ten                             |
|  | 6    | 205    | Arizona Cardinals    | Harlan Miller          | CB    | Southeastern Louisiana | Southland Conference                |
|  | 6    | 206    | Los Angeles Rams     | Mike Thomas            | WR    | Southern Miss          | Conference USA                      |
|  | 6    | 207    | San Francisco 49ers  | Jeff Driskel           | QB    | Louisiana Tech         | Conference USA                      |
|  | 6    | 208    | New England Patriots | Kamu Grugier-Hill      | LB    | Eastern Illinois       | Ohio Valley Conference              |
|  | 6    | 209    | Baltimore Ravens     | Maurice Canady         | CB    | Virginia               | ACC                                 |
|  | 6    | 210    | Detroit Lions        | Jimmy Landes           | LS    | Baylor                 | Big 12                              |
|  | 6    | 211    | San Francisco 49ers  | Kelvin Taylor          | RB    | Florida                | SEC                                 |
|  | 6    | 212    | Dallas Cowboys       | Kavon Frazier          | S     | Central Michigan       | Mid-American Conference             |
|  | 6    | 213    | San Francisco 49ers  | Aaron Burbridge        | WR    | Michigan State         | Big Ten                             |
|  | 6    | 214    | New England Patriots | Elandon Roberts        | LB    | Houston                | AAC                                 |
|  | 6    | 215    | Seattle Seahawks     | Joey Hunt              | C     | Texas Christian        | Big 12                              |
|  | 6    | 216    | Dallas Cowboys       | Darius Jackson         | RB    | Eastern Michigan       | Mid-American Conference             |
|  | 6    | 217    | Dallas Cowboys       | Rico Gathers           | TE    | Baylor                 | Big 12                              |
|  | 6    | 218    | Buffalo Bills        | Kevon Seymour          | CB    | USC                    | Pac-12                              |
|  | 6    | 219    | Denver Broncos       | Will Parks             | S     | Arizona                | Pac-12                              |
|  | 6    | 220    | Pittsburgh Steelers  | Travis Feeney          | LB    | Washington             | Pac-12                              |
|  | 6    | 221    | New England Patriots | Ted Karras             | G     | Illinois               | Big Ten                             |
|  | 7    | 222    | Tennessee Titans     | Aaron Wallace          | LB    | UCLA                   | Pac-12                              |
|  | 7    | 223    | Miami Dolphins       | Brandon Doughty        | QB    | Western Kentucky       | Conference USA                      |
|  | 7    | 224    | San Diego Chargers   | Donavon Clark          | G     | Michigan State         | Big Ten                             |
|  | 7    | 225    | New England Patriots | Devin Lucien           | WR    | Arizona State          | Pac-12                              |
|  | 7    | 226    | Jacksonville Jaguars | Jonathan Woodard       | DE    | Central Arkansas       | Southland Conference                |
|  | 7    | 227    | Minnesota Vikings    | Stephen Weatherly      | LB    | Vanderbilt             | SEC                                 |
|  | 7    | 228    | Denver Broncos       | Riley Dixon            | P     | Syracuse               | ACC                                 |
|  | 7    | 229    | Pittsburgh Steelers  | DeMarcus Ayers         | WR    | Houston                | AAC                                 |
|  | 7    | 230    | Chicago Bears        | Daniel Braverman       | WR    | Western Michigan       | Mid-American Conference             |
|  | 7    | 231    | Miami Dolphins       | Thomas Duarte          | TE    | UCLA                   | Pac-12                              |
|  | 7    | 232    | Washington Redskins  | Steven Daniels         | LB    | Boston College         | ACC                                 |
|  | 7    | 233    | Philadelphia Eagles  | Jalen Mills            | S     | LSU                    | SEC                                 |
|  | 7    | 234    | Oakland Raiders      | Vadal Alexander        | G     | LSU                    | SEC                                 |
|  | 7    | 235    | New York Jets        | Lac Edwards            | P     | Sam Houston State      | Southland Conference                |
|  | 7    | 236    | Detroit Lions        | Dwayne Washington      | RB    | Washington             | Pac-12                              |
|  | 7    | 237    | New Orleans Saints   | Daniel Lasco           | RB    | California             | Pac-12                              |
|  | 7    | 238    | Atlanta Falcons      | Devin Fuller           | WR    | UCLA                   | Pac-12                              |
|  | 7    | 239    | Indianapolis Colts   | Trevor Bates           | LB    | Maine                  | America East Conference             |
|  | 7    | 240    | Philadelphia Eagles  | Alex McCalister        | DE    | Florida                | SEC                                 |
|  | 7    | 241    | New York Jets        | Charone Peake          | WR    | Clemson                | ACC                                 |
|  | 7    | 242    | Washington Redskins  | Keith Marshall         | RB    | Georgia                | SEC                                 |
|  | 7    | 243    | Seattle Seahawks     | Kenny Lawler           | WR    | California             | Pac-12                              |
|  | 7    | 244    | Minnesota Vikings    | Jayron Kearse          | S     | Clemson                | ACC                                 |
|  | 7    | 245    | Cincinnati Bengals   | Clayton Fejedelem      | S     | Illinois               | Big Ten                             |
|  | 7    | 246    | Pittsburgh Steelers  | Tyler Matakevich       | LB    | Temple                 | AAC                                 |
|  | 7    | 247    | Seattle Seahawks     | Zac Brooks             | RB    | Clemson                | ACC                                 |
|  | 7    | 248    | Indianapolis Colts   | Austin Blythe          | C     | Iowa                   | Big Ten                             |
|  | 7    | 249    | San Francisco 49ers  | Prince Charles Iworah  | CB    | Western Kentucky       | Conference USA                      |
|  | 7    | 250    | Cleveland Browns     | Scooby Wright III      | LB    | Arizona                | Pac-12                              |
|  | 7    | 251    | Philadelphia Eagles  | Joe Walker             | LB    | Oregon                 | Pac-12                              |
|  | 7    | 252    | Carolina Panthers    | Beau Sandland          | TE    | Montana State          | Big Sky Conference                  |
|  | 7    | 253    | Tennessee Titans     | Kalan Reed             | CB    | Southern Miss          | Conference USA                      |